# Голубичи (Черниговская область)
Го́лубичи (укр. Голубичі) — село в Репкинском районе Черниговской области Украины. Население 445 человек. Занимает площадь 3,5 км². Протекает река Свинка.
Код КОАТУУ: 7424481501. Почтовый индекс: 15072. Телефонный код: +380 4641.

## История
Села Голубичи и Гуссинки обозначены на карте M-36-3-C (1943 год). Объединены в единое село Голубичи, где Гуссинки — восточная часть современного села.

## Власть
Орган местного самоуправления — Голубичский сельский совет. Почтовый адрес: 15072, Черниговская обл., Репкинский р-н, с. Голубичи, ул. 40-летия Победы, 4. Тел.: +380 (4641) 4-63-72; факс: 4-63-72.